# Delafé y Las Flores Azules
Delafé y Las Flores Azules (inicialment Facto Delafé y Las Flores Azules, més tard amb aquest mateix nom i durant el període que Helena Miquel va abandonar la banda senzillament com Delafé) és una banda barcelonina encapçalada per Oscar D'Aniello i Helena Miquel que ajunta estils del pop indie, hip-hop i trip hop.
El grup nasqué com a Facto Delafé y las flores azules quan s'ajuntaren components d'altres grups de l'escena musical de la capital catalana. Marc Barrachina provenia de Songstone (Facto, feia les bases), Oscar D'Aniello (Delafé, fa les veus i lletres) i Helena Miquel (las flores azules fa les veus i els cors) que cantava en un grup anomenat Élena.
L'any 2010, abans de la publicació de l'àlbum vs Las Trompetas de la Muerte, Marc Barrachina abandona el grup, passant per això a anomenar-se Delafé y Las Flores Azules. En aquesta nova etapa s'incorporen al projecte Dani Acedo de Mishima i la producció de The Pinker Tones.
L'any 2022 la cantant Helena Miquel va decidir retornar al projecte després d'haver-lo abandonat l'any 2015, fent que el grup tornés al nom de Delafé y las Flores Azules.

## Biografia
Aquest conjunt català comença a prendre forma al novembre del 2002, al setembre del 2003 guanyen el primer premi del concurs "Joves Promeses d'El Masnou" organitzat per l'Ajuntament d'aquesta localitat catalana.
El maig del 2004, amb la cançó «Mar, el poder del mar», guanyen la «cançó del mes» al programa Disco Grande de RNE Ràdio 3 i al gener de l'any 2005 en el mateix programa guanyen el premi de,illor maqueta de l'any 2004 amb vs El Monstruo de las Ramblas.
El videoclip de "Mar el poder del Mar" va ser el guanyador del concurs Diba a Barcelona al maig del 2006, va quedar segon en la llista de la revista espanyola Rockdelux de clips estatals l'any 2005 i va ser finalista al Concurs Estatal de vídeo-clips, ZonaZine, integrat en el Festival de Cinema Espanyol de Màlaga. L'any 2008 la seva cançó "Mar el poder del Mar" esdevé la banda sonora d'un dels anuncis de la campanya "Ja és primavera a El Corte Inglés".
L'any 2010, coincidint amb el canvi de segell discogràfic i la publicació de l'àlbum vs. Las Trompetas de la Muerte, Marc Barrachina abandona la formació i aquesta passa a anomenar-se simplement "Delafé y las Flores Azules". En les posades en escena d'aquesta nova etapa s'incorporen noves cares: Dani Acedo (bases/keys/casiotone/cors), Juliane Heinemann (cors /percussions), Ferran Puig (trombó/percussions/cors), Ramon Marc Bataller (saxòfon/percussions/cors), Marc Gai (trompeta/percussions/cors), Ramon Rabinad (bateria), Lluís Cots (Enginyer/tècnic de so), Xavi Corbellini (Enginyer/tècnic de so), Karles Albert Gómez i Martínez de Huete (Road Manager), DSLNC (live visuals & motion gfx).
El 2014 van publicar el disc doble Estonosepara Diez años de rarezas / Diez años de singles per celebrar els seus deu anys.

## Estil i components
L'estil de les cançons de Facto delafé y las flores azules oscil·la aleatòriament entre el rock, el pop, el soul o l'electrònica. Les lletres, més pròximes a la poesia que a l'agressivitat del Hip-hop convencional, són positives i crítiques i al mateix temps exploren sensacions poc habituals en el panorama estatal i nacional.
Les referències de Facto Delafé y Las Flores Azules van des de la música surf fins al pop-rock independent passant pel soul. Grups i artistes com Flaming Lips, Beach Boys, The Roots, Dr. Octagon, Yo La Tengo, Joan Manuel Serrat o Marvin Gaye han influït clarament en la creació dels seus temes. També s'inspiren en la sensualitat i provocació de certs autors de la cançó francesa com Serge Gainsbourg o Mickey 3D, en els seus duets amb Jane Birkin.

## Obra

### Discografia
Àlbums publicats com Facto Delafé y las Flores Azules:
| • Facto Delafé y las flores azules vs el mounstro de las ramblas (2005) |
| --- |
| (Music Bus) 1. Crema solar, 2:40 2. Enero en la playa, 5:16 3. El mounstro de las ramblas, 2:45 4. Mar el poder del mar, 3:46 5. Mediterraneo, 4:47 6. Lametavolando, 2:08 7. 1, 1:58 8. Fuzz, 5:18 9. Mama's, 2:25 10. La fuerza, 3:49 11. Aftersun, 1:56 12. Enero en la playa (Edit), 2:38 |

- En la Luz de la Mañana (2007, Music Bus)

Àlbums publicats com Delafé y las Flores Azules: 
- vs Las Trompetas de la Muerte (2010, Warner Music)
- De ti sin mí -De mí sin ti (2013, Warner Music)
- Estonosepara: Diez años de rarezas / Diez años de singles (2014, Warner Music)[2]
- AMOR (2025, autoeditat)[3]

Àlbums publicats com Delafé:
- La fuerza irresistible (2016, Warner Music)